# Синя команда (кібербезпека)
Блакитна команда — це група осіб, які проводять аналіз інформаційних систем, щоб забезпечити безпеку, виявити недоліки безпеки, перевірити ефективність кожного заходу безпеки та переконатися, що всі заходи безпеки залишатимуться ефективними після впровадження.

## Історія
У рамках оборонної ініціативи комп'ютерної безпеки Сполучених Штатів були розроблені червоні команди для експлуатації шкідливих об'єктів, які могли б заподіяти шкоду системі. У результаті були розроблені сині команди для розробки захисних заходів проти такої діяльності червоної команди.

## Реагування на інцидент
Якщо інцидент все-таки трапиться в організації, синя команда виконає наступні шість кроків для вирішення ситуації:
1. Підготовка
2. Ідентифікація
3. Стримування
4. Викорінення
5. Відновлення
6. Винесення уроків[3]

### Зміцнення операційної системи
Готуючись до інциденту з комп'ютерною безпекою, синя команда виконає методи зміцнення на всіх операційних системах у всій організації.

### Захист периметра
Синій команді завжди слід пам'ятати про периметр мережі, включаючи збирання та аналіз даних netflow, фільтрацію пакетів, брандмауери, проксі-сервери та системи виявлення вторгнень.

### Інструменти
Сині команди використовують широкий спектр інструментів, які дозволяють їм виявляти атаку, збирати дані для криміналістичного аналізу, аналізувати дані та вносити зміни, щоб заважати майбутнім атакам і пом'якшувати загрози. Інструменти включають:

#### Управління та аналіз журналів
- AlienVault[en]
- FortiSIEM (a.k.a. AccelOps)
- Graylog[en]
- InTrust
- LogRhythm[en]
- Netwitness[en]
- Qradar (IBM)
- Rapid7
- SIEMonster
- SolarWinds[en]
- Splunk

#### Технологія управління інформацією та подіями безпеки (SIEM)
Програмне забезпечення SIEM підтримує виявлення загроз та реагування на інциденти безпеки, збираючи дані в реальному часі та аналізуючи події безпеки. Цей тип програмного забезпечення також використовує джерела даних за межами мережі, включаючи індикатори компрометації з розвідки загроз.